# Palazzo De Sangro di Vietri
Il palazzo De Sangro di Vietri è un palazzo monumentale di Napoli, si erge in piazzetta Nilo.

## Storia
Fu edificato nel 1506 da Giovanni de Sangro dei duchi di Vietri e da sua moglie Andreanna Dentice.
Il fabbricato occupava tutto l'angolo tra il Palazzo di Sangro e la proprietà Pignatelli. Fu diviso nel 1740 quando il duca di Corigliano comprò la parte su piazza San Domenico Maggiore e i fratelli Nicola, Placido e Domenico di Sangro, signori di San Lucido e principi di Fondi, la parte su piazzetta Nilo. Il palazzo fu poi rinnovato nel 1764 su progetto del napoletano Luca Vecchione.
L'immobile presenta una facciata notevolmente lunga con portale in piperno e bugne che racchiudono un arco misto; le finestre presentano timpani alterni. L'atrio è caratterizzato dallo stemma affrescato dei duchi di Vietri, e il cortile possiede una fontana e una cappella. Vari ambienti del primo piano nobile posseggono affreschi ed elementi decorativi riconducibili a più epoche.